# Продан Рупар
Продан Рупар (Трусина, 1815 — Плана 1875) био је један од вођа Херцеговачког устанка 1875. Истицао се у у локалним устанцима који су се јављали после 1852. у Херцеговини.

## Биографија
Продан Рупар рођен је на Трусини више Дабарског поља, од оца Тома трговца и мајке Јелене домаћице. Незадовољство због турског окупатора и терора над Херцеговцима натјерало је Продана Рупара и остале вође народа у Херцеговини Петара Радовића, Јована Гутића, Симуна Зечевића, Илију Стевановића и Тривка Грубачића, да се током августа и септембра 1874. састају се и одлучују да почну припреме за устанак за слободу Херцеговине. Доносе одлуке о припреми оружја и муниције, мјеста за збјегове народа, припреми подршке Црне Горе устанку и припремају све тако да се устанак дигне на прољеће 1875. Ова група је у октобру ступила у преговоре са црногорским кнезом (књазом) Николом Првим Петровићем.
Турци су дознали за преговоре са кнезом и покушавају да похапсе коловође, али ови бјеже у Црну Гору у зиму 1874. на 1875. Велике силе су се умијешале, нарочито Аустроугарска која је зарад својих интереса у БиХ тражила од Турске да помилује коловође и изврши амнестију. Турци под притиском пристају и улазе у преговоре.
У великом устанку у Херцеговини (1875—1878) Продан Рупар је био један од најистакнутијих устаничких вођа.
Према списку који су израдиле преживјеле старјешине херцеговачке устаничке војске који су се након устанка склонили у Никшић, Продан Рупар је умро 1875. године у мјесту Плана код Билеће.